# Света Тројица (Гребен)
Света Тројица (грч. Αγία Τριάδα, Аја Тријада) је насељено место у општини Гребен у периферији Западна Македонија, Грчка. Према попису из 2021. године био је 31 становник.
Насеље је подигнуто шездесетих година 20. века и први пут се помиње на попису из 1971. године са 99 становника.